# Seznam katastrálních území v okrese Prostějov
V této tabulce je uveden kompletní výčet katastrálních území okresu Prostějov, včetně rozlohy a sídel, které na nich leží.
| Název KÚ               | Sídla                             | Obec                 | km2   |
| ---------------------- | --------------------------------- | -------------------- | ----- |
| A                      | A                                 | A                    |       |
| Alojzov u Prostějova   | Alojzov                           | Alojzov              | 4,64  |
| Bedihošť               | Bedihošť                          | Bedihošť             | 6,47  |
| Bílovice               | Bílovice                          | Bílovice-Lutotín     | 5,27  |
| Biskupice na Hané      | Biskupice                         | Biskupice            | 4,15  |
| Bohuslavice u Konice   | Bohuslavice                       | Bohuslavice          | 4,85  |
| Bousín                 | Bousín                            | Bousín               | 2,44  |
| Brodek u Konice        | Brodek u Konice                   | Brodek u Konice      | 6,48  |
| Brodek u Prostějova    | Brodek u Prostějova               | Brodek u Prostějova  | 5,32  |
| Březsko                | Březsko                           | Březsko              | 4,04  |
| Budětsko               | Budětsko, Slavíkov, Zavadilka     | Budětsko             | 5,81  |
| Buková u Protivanova   | Buková                            | Buková               | 17,42 |
| Čehovice               | Čehovice                          | Čehovice             | 7,11  |
| Čechovice u Prostějova | Čechovice, Krasice                | Prostějov            | 2,31  |
| Čechovice-Záhoří       | Čechovice                         | Prostějov            | 1,17  |
| Čechůvky               | Čechůvky                          | Prostějov            | 1,21  |
| Čechy pod Kosířem      | Čechy pod Kosířem                 | Čechy pod Kosířem    | 9,18  |
| Čelčice                | Čelčice                           | Čelčice              | 4,92  |
| Čelechovice na Hané    | Čelechovice na Hané, Kaple        | Čelechovice na Hané  | 5,25  |
| Čunín                  | Čunín                             | Konice               | 4,89  |
| Dešná                  | Brodek u Konice                   | Brodek u Konice      | 3,02  |
| Dětkovice u Prostějova | Dětkovice                         | Dětkovice            | 5,33  |
| Dobrochov              | Dobrochov                         | Dobrochov            | 2,52  |
| Dobromilice            | Dobromilice                       | Dobromilice          | 7,96  |
| Doloplazy              | Doloplazy                         | Doloplazy            | 2,08  |
| Domamyslice            | Domamyslice                       | Prostějov            | 3,3   |
| Drahany                | Drahany                           | Drahany              | 6,17  |
| Držovice na Moravě     | Držovice                          | Držovice             | 7,54  |
| Dřevnovice             | Dřevnovice                        | Dřevnovice           | 3,8   |
| Dubany na Hané         | Dubany                            | Vrbátky              | 5,29  |
| Dzbel                  | Dzbel                             | Dzbel                | 7,45  |
| Hablov                 | Hablov                            | Olšany u Prostějova  | 1,07  |
| Hačky                  | Hačky                             | Hačky                | 2,68  |
| Hamry                  | Hamry                             | Plumlov              | 1,44  |
| Hluchov                | Hluchov                           | Hluchov              | 5,37  |
| Horní Štěpánov         | Horní Štěpánov, Nové Sady, Pohora | Horní Štěpánov       | 20    |
| Hradčany u Prostějova  | Hradčany                          | Hradčany-Kobeřice    | 3,6   |
| Hrdibořice             | Hrdibořice                        | Hrdibořice           | 3,79  |
| Hrochov                | Hrochov                           | Lipová               | 4,91  |
| Hrubčice               | Hrubčice, Otonovice               | Hrubčice             | 8,33  |
| Hruška                 | Hruška                            | Hruška               | 4,49  |
| Hvozd u Konice         | Hvozd, Otročkov                   | Hvozd                | 7,12  |
| Chaloupky u Otaslavic  | Otaslavice                        | Otaslavice           | 6,13  |
| Ivaň na Hané           | Ivaň                              | Ivaň                 | 7,31  |
| Jesenec                | Jesenec                           | Jesenec              | 4,81  |
| Kelčice                | Kelčice                           | Vranovice-Kelčice    | 3,75  |
| Kladky                 | Kladky                            | Kladky               | 13,12 |
| Klenovice na Hané      | Klenovice na Hané                 | Klenovice na Hané    | 8,02  |
| Klopotovice            | Klopotovice                       | Klopotovice          | 5,33  |
| Klužínek               | Klužínek                          | Hvozd                | 3,01  |
| Kobeřice               | Kobeřice                          | Hradčany-Kobeřice    | 3,31  |
| Kobylničky             | Kobylničky                        | Myslejovice          | 1,19  |
| Konice                 | Konice                            | Konice               | 10,76 |
| Kostelec na Hané       | Kostelec na Hané                  | Kostelec na Hané     | 13,86 |
| Koválovice u Tištína   | Koválovice u Tištína              | Koválovice-Osíčany   | 2,28  |
| Krakovec na Moravě     | Krakovec                          | Laškov               | 6,02  |
| Kralice na Hané        | Kralice na Hané, Kraličky         | Kralice na Hané      | 10,36 |
| Krasice                | Krasice, Prostějov                | Prostějov            | 3,08  |
| Krumsín                | Krumsín                           | Krumsín              | 5,83  |
| Křemenec               | Křemenec                          | Konice               | 1,64  |
| Křenůvky               | Křenůvky                          | Myslejovice          | 1,94  |
| Labutice               | Labutice                          | Suchdol              | 1,58  |
| Ladín                  | Ladín                             | Konice               | 1,19  |
| Laškov                 | Dvorek, Kandia, Laškov            | Laškov               | 6,85  |
| Lešany u Prostějova    | Lešany                            | Lešany               | 5,5   |
| Lhota u Konice         | Lhota u Konice                    | Brodek u Konice      | 4,63  |
| Lipová                 | Lipová                            | Lipová               | 4,03  |
| Ludmírov               | Dětkovice, Ludmírov               | Ludmírov             | 7,6   |
| Lutotín                | Lutotín                           | Bílovice-Lutotín     | 1,6   |
| Malé Hradisko          | Malé Hradisko, Okluky             | Malé Hradisko        | 6,78  |
| Maleny                 | Maleny                            | Stražisko            | 1,53  |
| Milkov na Moravě       | Milkov                            | Ludmírov             | 1,89  |
| Mořice                 | Mořice                            | Mořice               | 4,51  |
| Mostkovice             | Mostkovice                        | Mostkovice           | 4,38  |
| Myslejovice            | Myslejovice                       | Myslejovice          | 3,79  |
| Němčice nad Hanou      | Němčice nad Hanou                 | Němčice nad Hanou    | 12,02 |
| Nezamyslice nad Hanou  | Nezamyslice                       | Nezamyslice          | 5,81  |
| Niva                   | Niva                              | Niva                 | 13,4  |
| Nová Dědina u Konice   | Nová Dědina                       | Konice               | 2,05  |
| Obědkovice             | Obědkovice                        | Obědkovice           | 2,59  |
| Občiny u Drahan        | Drahany                           | Drahany              | 0,58  |
| Ohrozim                | Ohrozim                           | Ohrozim              | 6,27  |
| Ochoz u Konice         | Ochoz                             | Ochoz                | 3,31  |
| Olšany u Prostějova    | Olšany u Prostějova               | Olšany u Prostějova  | 9,98  |
| Ondratice              | Ondratice                         | Ondratice            | 3,2   |
| Osíčany                | Osíčany                           | Koválovice-Osíčany   | 2,14  |
| Osinky u Krumsína      | Krumsín                           | Krumsín              | 0,40  |
| Ospělov                | Ospělov                           | Ludmírov             | 1,56  |
| Ostatky u Křenůvek     | Křenůvky                          | Myslejovice          | 0,02  |
| Otaslavice             | Otaslavice                        | Otaslavice           | 7,70  |
| Otinoves               | Otinoves                          | Otinoves             | 9,53  |
| Pavlovice u Kojetína   | Pavlovice u Kojetína, Unčice      | Pavlovice u Kojetína | 5,22  |
| Pěnčín na Moravě       | Pěnčín                            | Pěnčín               | 5,32  |
| Pivín                  | Pivín                             | Pivín                | 6,93  |
| Plumlov                | Plumlov                           | Plumlov              | 6,21  |
| Poličky                | Poličky                           | Doloplazy            | 0,83  |
| Polomí                 | Polomí                            | Polomí               | 2,9   |
| Ponikev                | Ponikev                           | Ludmírov             | 3,99  |
| Prostějov              | Prostějov                         | Prostějov            | 16,82 |
| Prostějovičky          | Prostějovičky                     | Prostějovičky        | 3,04  |
| Protivanov             | Protivanov                        | Protivanov           | 18,83 |
| Přemyslovice           | Přemyslovice                      | Přemyslovice         | 17,25 |
| Ptení                  | Holubice, Ptení, Ptenský Dvorek   | Ptení                | 18,52 |
| Raková u Konice        | Raková u Konice                   | Raková u Konice      | 4,2   |
| Rakůvka                | Rakůvka                           | Rakůvka              | 2,88  |
| Repechy                | Repechy                           | Bousín               | 0,98  |
| Rozstání pod Kojálem   | Baldovec, Rozstání                | Rozstání             | 16,56 |
| Runářov                | Runářov                           | Konice               | 3,95  |
| Růžov na Moravě        | Růžov                             | Stražisko            | 1,26  |
| Seč u Lipové           | Seč                               | Lipová               | 3,22  |
| Seloutky               | Seloutky                          | Seloutky             | 7,16  |
| Skalka u Prostějova    | Skalka                            | Skalka               | 1,73  |
| Skřípov                | Skřípov                           | Skřípov              | 11,08 |
| Slatinky               | Slatinky                          | Slatinky             | 8,03  |
| Služín                 | Služín                            | Stařechovice         | 3,08  |
| Smržice                | Smržice                           | Smržice              | 12,56 |
| Sněhotice              | Sněhotice                         | Brodek u Prostějova  | 0,79  |
| Soběsuky u Plumlova    | Soběsuky                          | Plumlov              | 2,49  |
| Srbce na Moravě        | Srbce                             | Srbce                | 1,59  |
| Stařechovice           | Stařechovice                      | Stařechovice         | 3,5   |
| Stichovice             | Mostkovice                        | Mostkovice           | 3,96  |
| Stínava                | Stínava                           | Stínava              | 4,51  |
| Stražisko              | Stražisko                         | Stražisko            | 0,76  |
| Studenec               | Studenec                          | Čelechovice na Hané  | 2,02  |
| Suchdol u Konice       | Jednov, Suchdol                   | Suchdol              | 5,1   |
| Štarnov u Přemyslovic  | Štarnov                           | Přemyslovice         | 0,8   |
| Štětovice              | Štětovice                         | Vrbátky              | 4,22  |
| Šubířov                | Chobyně, Šubířov                  | Šubířov              | 2,52  |
| Těšice u Nezamyslic    | Těšice                            | Nezamyslice          | 1,7   |
| Tištín                 | Tištín                            | Tištín               | 8,26  |
| Tvorovice              | Tvorovice                         | Tvorovice            | 3,71  |
| Určice                 | Určice                            | Určice               | 11,21 |
| Víceměřice             | Víceměřice                        | Víceměřice           | 3,35  |
| Vícov                  | Vícov                             | Vícov                | 5,99  |
| Vincencov              | Vincencov                         | Vincencov            | 1,17  |
| Vitčice na Moravě      | Vitčice                           | Vitčice              | 4,6   |
| Vitonice na Hané       | Kralice na Hané                   | Kralice na Hané      | 2,31  |
| Vojtěchov u Konice     | Vojtěchov                         | Hvozd                | 2,24  |
| Vrahovice              | Vrahovice                         | Prostějov            | 5,87  |
| Vranovice              | Vranovice                         | Vranovice-Kelčice    | 4,12  |
| Vrbátky                | Vrbátky                           | Vrbátky              | 3,75  |
| Vrchoslavice           | Dlouhá Ves, Vrchoslavice          | Vrchoslavice         | 3,38  |
| Vřesovice u Prostějova | Vřesovice                         | Vřesovice            | 6,2   |
| Výšovice               | Výšovice                          | Výšovice             | 5,93  |
| Zdětín na Moravě       | Zdětín                            | Zdětín               | 5,34  |
| Žárovice               | Žárovice                          | Plumlov              | 1,37  |
| Želeč na Hané          | Želeč                             | Želeč                | 8,09  |
| Žešov                  | Žešov                             | Prostějov            | 5,28  |
| Žleb u Prostějoviček   | Prostějovičky                     | Prostějovičky        | 0,10  |

Celková výměra 769,7 km2